# 烏法足球會
烏法足球會（羅馬化：FK "Ufa"，羅馬化：Öfö futbol kluby），俄羅斯職業足球會，位於烏法，現於俄甲作賽。球會於2010年12月23日成立，短短四年時間便連升數級至頂級聯賽，創造出極短時間升上超聯的神話。此外，他們的二隊現時在俄羅斯業餘聯賽作賽，而女子隊WFC烏法則在次級的俄女甲作賽。

## 歷史

### 成立
2010年夏天，巴什科爾托斯坦共和國的第二任總統鲁斯滕·哈米托夫希望建立一支可以代表烏法及共和國之名的足球會參加俄超聯賽。
2010年12月23日，烏法足球會接替巴什科爾托斯坦-烏法戴拿模足球會（FC Bashinformsvyaz-Dynamo Ufa）而成立，這令他們可以加入俄羅斯職業聯賽，即俄羅斯第三級聯賽。球會當時聘請了曾兩度奪得英超冠軍的名將簡察斯基擔任領隊，他亦不負所託成功助球隊成班至俄甲。

### 首季
烏法的第一場正式比賽是對FC施蘭2003，是在俄羅斯盃的次圈，但烏法卻出師不利，在互射十二碼以3:4落敗。
2011年4月24日，烏法首次踢聯賽，他們加入俄乙的烏拉爾組，在主場迎戰秋明足球會，在伊奧諾夫的帽子戲法之下，球隊以3:1旗開得勝。
烏法的發揮持續出色，在完季時，他們與下卡姆斯克足球會同積86分，但烏法在兩回合的對賽中佔劣勢，在主場賽和而在作客落敗，結果因對賽成績較差而暫時未能實現升班夢想。
不過，由於布良斯克戴拿模未能符合2012/13球季的俄甲發牌要求，烏法獲得補上機會而歷史性首次升班俄甲，他們只花了一季時間。

### 俄甲
烏法在俄甲首季發揮不俗，以48分穩守第6位，與俄甲升班附加賽資格只差4分。在之後的一季，烏法的表現更上一層樓，他們排在第四名，僅僅獲得了附加賽資格，他們將在附加賽對戰當屆俄超的尾四球隊湯斯克。
2014年5月18日，烏法憑藉人腳優勢和出色的發揮，主場以5:1大勝對手，而隊長兼射手迪米特利·哥路保夫更成功「大四喜」。
在四日後舉行的次回合，湯斯克在落後下反勝3:1，但仍然未能抵消首回合的慘敗。最終，烏法更花了三季便從俄乙歷史性升班至俄超。

### 俄超
烏法歷史性參加2014/15球季俄羅斯超級足球聯賽。2014年8月3日，他們出戰首場俄超聯賽，但在作客以1:3不敵古賓。不過，他們在五日後的第二輪聯賽終取得首勝，作客以1:0擊敗阿馬卡。

## 球衣顏色
主場
| 紅色 | 白色 |

作客
| 白色 | 黑色 |

## 球衣生產商及贊助商
| 時期        | 球衣生產商 | 贊助商          |
| ----------- | ---------- | --------------- |
| 2010 – 2012 | Puma       | Bashinformsvyaz |
| 2012 -      | Joma       | Bashinformsvyaz |

## 外部連結
- 官網 （页面存档备份，存于）